# كيفن هيرد
كيفن هيرد (بالإنجليزية: Kevin Hird)‏ هو لاعب كرة قدم بريطاني في مركز الوسط، ولد في 11 فبراير 1955 في Colne ‏ في المملكة المتحدة. لعب مع بلاكبيرن روفرز وليدز يونايتد ونادي بيرنلي.